# Бангл-Бангл
Бангл-Бангл (англ. The Bungle Bungles) — горный хребет в западной Австралии, расположен в 190 км от города Холс Крик. Бангл-Бангл известный местным аборигенам как Пурнулулу, что переводится как «песчаник» и расположенный в одноимённом национальном парке. Бангл-Бангл представляет собой уникальную горную цепь из оранжевых, чёрных и белых каменных конусообразных образований. Хребет Бангл-Бангл возвышается на 578 м над уровнем моря. Также с запада он почти на 300 м нависает над лесистой местностью и покрытой травой равниной. Песчаник, из которого они состоят, имеет возраст свыше 350 миллионов лет, и около 20 миллионов лет назад он был приподнят в результате падения метеорита и впоследствии под воздействием эрозии превратился в похожие на улья куполообразные образования.
Хотя горная цепь Бангл-Бангл обычно использовалась аборигенами в течение влажного сезона, когда растительная и животная жизнь там была в изобилии, немногие европейцы знали о её существовании вплоть до середины 1980-х гг. Область стала частью Национального парка с 1987 г., и тут же превратилась в его главную достопримечательность, самую популярную и любимую у туристов.
Известные ущелья: ущелье Пикканини, ущелье Мини палмз, ущелье Пропасть Ехидны, Храмовое ущелье.